# Saint Cecilia
Santa Cecilia es un EP de la banda estadounidense de rock Foo Fighters. Fue lanzado como una descarga gratuita el 23 de noviembre de 2015. Inicialmente pensado como un signo de gratitud a los fanes del grupo, el EP también se dedicó a las víctimas de los atentados terroristas en París.

## Lista de pistas
| N.º | Título                 | Duración |  |
| 1.  | «Saint Cecilia»        | 3:40     |  |
| 2.  | «Sean»                 | 2:11     |  |
| 3.  | «Savior Breath»        | 3:11     |  |
| 4.  | «Iron Rooster»         | 4:11     |  |
| 5.  | «The Neverending Sigh» | 4:45     |  |

## Gráfica
| Gráfica (2015–16)                           | Pico de posición |
| ------------------------------------------- | ---------------- |
| Bélgica (Flandes) (Ultratip Bubbling Under) | 32               |
| Polonia (LP3)                               | 23               |
| España (PROMUSICAE)                         | 1                |

| Chart (2016)                            | Peak position |
| --------------------------------------- | ------------- |
| Austria (Ö3 Austria)                    | 63            |
| Bélgica (Ultratop flamenca)             | 74            |
| Escocia (Scottish Albums Chart)         | 20            |
| Reino Unido (UK Albums Chart)           | 35            |
| UK Vinyl Albums (OCC)                   | 1             |
| UK Physical Albums (OCC)                | 20            |
| UK Album Sales (OCC)                    | 26            |
| Estados Unidos (Billboard 200)          | 117           |
| Estados Unidos (Top Rock Albums)        | 16            |
| Estados Unidos (Top Hard Rock Albums)   | 4             |
| Estados Unidos (Top Alternative Albums) | 12            |
| Estados Unidos (Top Tastemaker Albums)  | 9             |
| US Album Sales (Physical) (Billboard)   | 54            |
| US Vinyl Albums (Billboard)             | 2             |